# زنان در جنگ‌های صلیبی

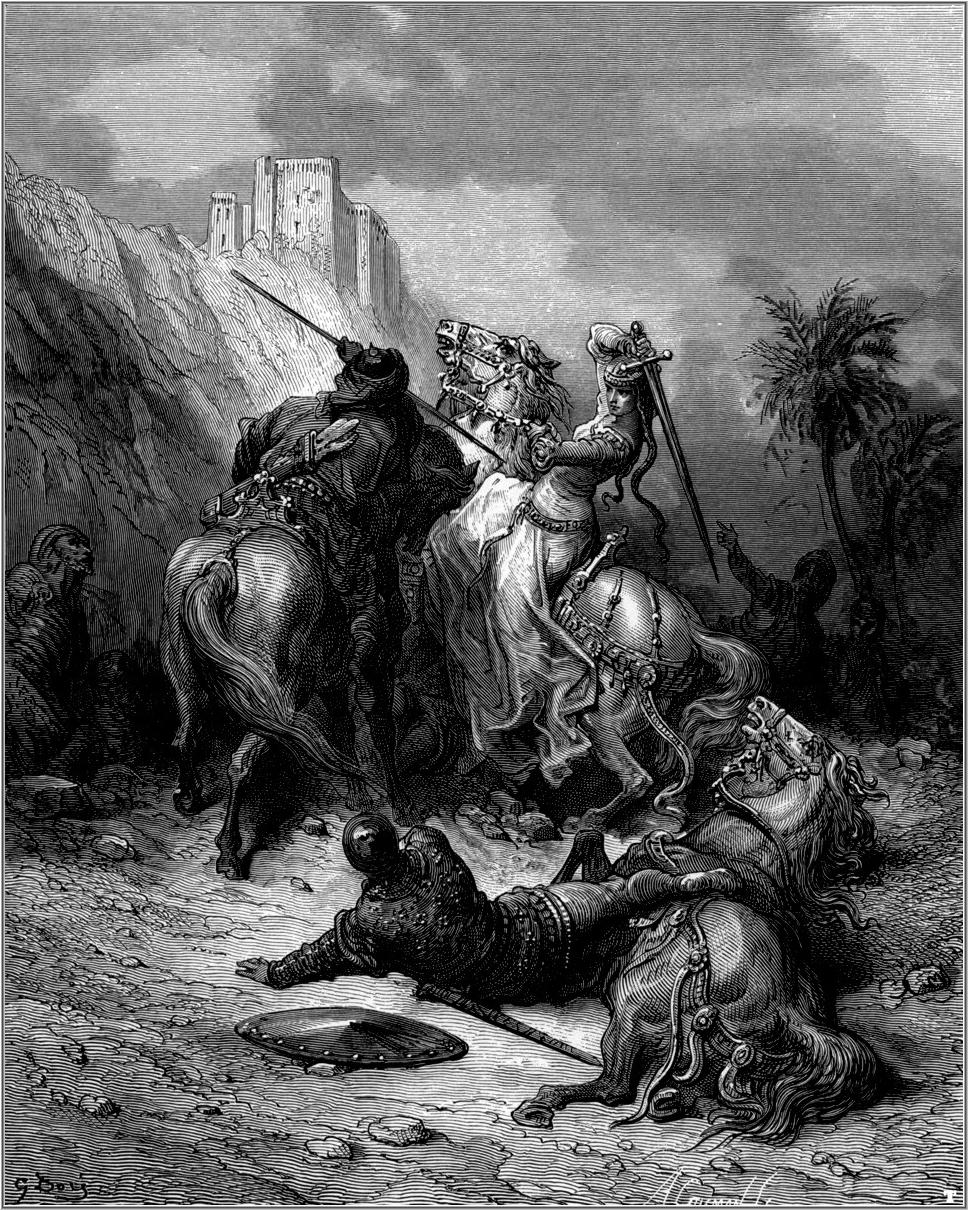
نگاره‌ای فلورین بورگوندی در هنگام نبرد، از گوستاو دوره، قرن ۱۹ میلادی

روایت‌های مقارن با جنگ‌های صلیبی به‌خصوص نخستین حرکت آن (۱۰۹۶–۱۰۹۹) و محدودیت‌های وضع و تعیین‌شده توسط کلیسای رم برای جنبش صلیبی، نشان از این می‌دهند که زنان در جنگ‌های صلیبی سهم اندکی داشته‌اند؛ بنابراین جایگاه آنها به عنوان «صلیب‌گرفته» یا «صلیب‌نشان» (crucesignatae) مورد تردید بوده است. این عنوان که به کسانی اطلاق می‌شد که سوگند مذهبی یاد کرده و به نشانهٔ این سوگند، صلیبی بر لباس خود می‌دوختند.
به‌طور کلی مشارکت زنان در جنگ‌های صلیبی نامطلوب تلقی می‌شد، زیرا منابعی را مصرف می‌کردند که می‌توانست برای جنگجویان صرف شود. افزون بر این، زنان بنیه اخلاقی ارتش را تضعیف می‌کردند. آلبرت آخنی، که یکی از وقایع‌نگاران نخستین جنگ صلیبی است، چنین توصیف می‌کند که «چگونه روحانیون حاضر در ارتش صلیبی، قحطی در اردوگاه طی محاصره را به گناه، از جمله زنا و فحشا نسبت می‌دادند». فوشیه شارتری، دیگر وقایع‌نگار نخستین کارزار صلیبی، گزارش داده است که زنان از اردوگاه صلیبیون اخراج شدند «مبادا [مردان] با آلوده شدن به عیاشی، خداوند را ناخشنود سازند». برخی از صلیبیون حاضر هشدارهای کلیسا و روحانیون مبنی بر پرهیز از هرگونه رابطه جنسی را جدی گرفتند، حتی با وجود اینکه نظر طب و پزشکی آن زمان بر این باور بود که رابطه جنسی برای سلامتی ضروری است. آمبرواز و ریچارد د تمپلو که وقایع جنگ صلیبی سوم را ثبت کرده‌اند، حتی ادعا کردند که بسیاری از شرکت‌کنندگان در جنگ صلیبی سوم به دلیل خودداری از رابطهٔ جنسی با زنان جان باخته‌اند.
با این حال، بنا به گفتهٔ هلن نیکلسون، زنان نقشی سازنده در جنگ‌های اروپای قرون وسطی داشتند و برخی منابع نشان می‌دهند که در شرایط خاصی، از زنان انتظار می‌رفت در منازعات و برخوردها حاضر شوند و شرکت کنند. در واقع، محققان، زنان بسیاری را شناسایی کرده‌اند که در فعالیت‌های نظامی اروپای قرون وسطی درگیر بوده‌اند، به نحوی که مشارکت زنان در جنگ اکنون امری معمول به نظر می‌رسد. به همین ترتیب، هنگامی که پژوهشگران به‌طور فعال به دنبال مشارکت زنان در جنگ‌های صلیبی بوده‌اند، دریافته‌اند که زنان به روش‌های گوناگونی در جنگ‌های صلیبی دخیل بوده و از این جنبش تأثیر پذیرفته‌اند. با این وجود، نقش زنان در جنگ‌های صلیبی هنوز بسیار کمتر از مشارکت مردان بوده است و خارج از پژوهش‌های تخصصی دانشگاهی، آگاهی بسیار اندکی دربارهٔ جایگاه و نقش زنان طی جنگ‌های صلیبی وجود دارد، به جز چند زن برجسته همانند النور آکیتن و النور کاستیا که در مقام ملکه در جنبش حضور داشتند و نقش ایفا کردند. بدین ترتیب، زنان در آثار وقایع‌نگاران غربی که تمرکز بیشتری بر اعمال و دستاورد مردان داشتند، نقش بیسار کم‌رنگ‌تری داشتند.

## زنان و منابع جنگ‌های صلیبی
در اوایل قرن ۱۳ میلادی، توماس فرویدمونت، راهب سیسترسی، مرثیه‌ای برای خواهر بزرگترش، مارگارت بورلی، نوشت و به ماجراهای او در طول جنگ‌های صلیبی پرداخت. طبق روایات، او در جریان محاصره اورشلیم در سال ۱۱۸۷ توسط صلاح‌الدین ایوبی با قابلمه‌ای بر سرش به‌عنوان کلاهخود جنگید و دو بار به اسارت و زندانی مسلمانان شد. با این حال، پس از پرداخت فدیه و آزادی او، پیش از مرگش در سال ۱۲۱۵ در صومعهٔ مونتروی، او تجربیاتش را برای توماس فرویدمونت بازگو کرد. اثر توماس برای زمان خود منحصر به فرد است؛ این اثر به شکلی نوشته شده که گویی از زبان خود مارگارت روایت می‌شود؛ زنی که روایت دست اولی از زیارتش به سرزمین مقدس ارائه می‌دهد. ماهیت استثنایی این اثر بی‌شک تحت تأثیر این واقعیت بود که توماس درصدد آن بود تا ویژگی مذهبی تجربیات مارگارت در شام تأکید کند، نه اینکه اعمال او را از نظر تاریخی به عنوان یک زن ثبت کند.
در اکثر موارد، زنان به ندرت در منابع مقارن با پدیدهٔ جنگ‌های صلیبی حضور دارند. در طول قرن‌های ۱۲ و ۱۳ میلادی، کلیسا و روحانیون مرد بر آموزش و ادبیات آن ایام تسلط داشتند و محدودیت‌های حقوقی و اجتماعی زیادی بر زنان اعمال می‌شد. این وضعیت منجر به کمبود اطلاعات نوشته شده دربارهٔ آنها شد، به ویژه مطالبی که از دیدگاه زنانه ارائه شده باشد. علاوه بر این در این شرایط، کسانی که تاریخ جنگ‌های صلیبی را می‌نوشتند، به دو دلیل از نوشتن در باب زنان و موضوعات مرتبط با آنها اجتناب می‌کردند: نخست، جنگ صلیبی بنا به تعریف یک فعالیت و کنش نظامی بود و جنگ به‌طور سنتی یک فعالیت مردانه محسوب می‌شد. دوم، زنان از شرکت فعالانه در جنبش و لشکرکشی‌های صلیبی منع می‌شدند. در فراخوان‌های پاپ‌ها و موعظه‌های واعظان جنگ‌های صلیبی اغلب چنین تصریح شده است که زنان نباید بدون اجازه و محافظت به همراه نیروهای صلیبی عازم سرزمین مقدس شوند. با این حال آنها نمی‌توانستند به‌طور کامل منع شوند، زیرا جنبش صلیبی، شکلی از زیارت — آنهم از نوع مسلحانه — بود بنابراین راه برای زیارت از اماکن مقدس در اراضی مقدس برای تمامی مسیحیان چه زن چه مرد، باز بود. هرچند، زنان جنگجو که صلیب گرفته بودند، اغلب مورد انتقاد قرار می‌گرفتند.
برخی نگرانی‌ها از حضور زنان و غیرنظامیان در ارتش‌های صلیبی بخاطر مسائل تدارکاتی بود: از نظر برخی منابع، آنها «دهان‌های بی‌فایده» بودند که منابع را مصرف می‌کردند و از سرعت نیروهای صلیبی می‌کاهیدند. ترس‌های دیگر بیشتر مختص ماهیت جنس زن بود، به ویژه ترس از اینکه حضور زنان، صلیبیون را به گناه و مسائل جنسی وسوسه سوق دهد. در مقام زائر، صلیبیون می‌بایست از هرگونه فعالیت جنسی خودداری می‌کردند، وضعیتی که با واقعیت زندگی در ارتش قرون وسطایی که در آن همراهان در اردوگاه حضور مستمر داشتند، در تضاد بود. به همین جهت شکست‌های نظامی در طول جنگ‌های صلیبی اغلب بخاطر نارضایتی خداوند از گناهان و معصیت صلیبیون دیده می‌شد و زنان به همین دلیل مورد سرزنش قرار می‌گرفتند. با وجود این دیدگاه‌ها، زنان از تمام سطوح اجتماعی به جنبش صلیبی می‌پیوستند. در موارد نادر نیز زنانی همچون مارگارت بورلی حتی برای شجاعت‌شان و سهم‌شان در جنگ مقدس مورد ستایش قرار می‌گرفتند.

## انگیزهٔ زنان
بیشتر زنانی که در منابع مرتبط به جنگ‌های صلیبی ذکر شده‌اند، اشراف‌زاده‌ها بودند. زنان اشراف‌زاده معمولاً از دستورالعمل‌ها و فرمان‌های پاپ و کلیسا پیروی می‌کردند و همراه بستگان مرد خود عازم می‌شدند. این مسئله به نوبه خود ارزیابی انگیزه‌های زنان را دشوار می‌کند چراکه آنها اغلب تحت‌الشعاع همتایان مرد خود قرار می‌گرفتند. هفت زن نام‌برده شده در منابع مقارن با نخستین جنگ صلیبی (۱۰۹۶–۱۰۹۹) همسران صلیبیون اشراف‌زاده بودند، و از میان نه زنی که می‌دانیم طی پنجمین جنگ صلیبی (۱۲۱۷–۱۲۲۱) حضور داشتند، احتمالاً تنها دو نفر ممکن است بدون خانواده عازم مصر شده باشند. دو ملکه‌های صلیبی که همراه شوهرانشان رهبری نیروهای صلیبی را بر عهده داشتند، الینور آکیتن، برنگاریا ناوار، مارگارت پرووانس و النور کاستیا بودند. جوآنا، ملکه بیوه سیسیل، در سومین جنگ صلیبی (۱۱۸۹–۱۱۹۲) با برادرش، ریچارد اول انگلستان، حضور داشت، اما ممکن است همچنین در حال برآورده کردن عهد و سوگند شوهر فقیدش، ویلیام دوم سیسیل، به جنگ صلیبی بوده باشد. او از باقیمانده جهیزیه‌اش برای کمک به تأمین مالی حمله ریچارد استفاده کرد. چنین زنان مهمی معمولاً با ملازمانی از بانوان اشراف‌زاده و خدمتکاران زن همراه بودند که دربارهٔ آنها اطلاعات کمتری وجود دارد. پیوندهای خانوادگی و روابط خاندانی با صلیبیون ممکن است زنان را تحت تأثیر قرار داده باشد که صلیب بگیرند، اما برخی از آنها موفق شدند به تنهایی سفر کنند، مانند مارگارت اتریش، بیوه بلاش دوم مجارستان. او پس از مرگ شوهرش، او مشتاق رفتن به اورشلیم بود، بنابراین جهیزیه‌اش را فروخت و با گروهی از شوالیه‌ها، در جنگ صلیبی آلمانی ۱۱۹۷ شرکت کرد.
اگرچه اطلاعات دربارهٔ انگیزه زنان اندک است، اما آنها هم همچون مردان با انگیزه‌های معنوی به جنبش پاسخ می‌دادند. زنان قرون وسطی نقش برجسته‌ای به عنوان حامیان کلیسا داشتند، و مشارکت آنها در اصلاحات صومعه و جنبش‌های بدعت‌آمیز در آن مقطع زمانی، گواهی بر صداقت دغدغه‌های مذهبی آنهاست. پاداش‌های معنوی مانند بخشش گناهان که به صلیبیون پیشنهاد می‌شد، برای همه مسیحیان جذاب بود. زنان با انگیزه مذهبی در نخستین جنگ صلیبی شامل راهبه‌ای از تریر و زنی که در پی غاز خود به جنگ صلیبی رفت (با این اعتقاد که آن غاز آکنده از روح‌القدس است) بودند، اگرچه هر دوی آنها به خاطر رفتار نامناسب مورد انتقاد وقایع‌نگاران قرار گرفتند.
مسئله زیارت هم برای مردان و هم برای زنان بسیار جذاب بود، و اورشلیم، شهر مقدس، بهترین مقصد برای زیارت و توبه بود. تا آن زمان زائران نباید سلاح حمل می‌کردند، اما پس از آغاز جنبش صلیبی، تعداد زیادی از زائران غیرمسلح توانستند با ارتشی که از سوی پاپ مجوز جنگ داشت، به سرزمین مقدس سفر کنند. آغاز جنگ‌های صلیبی در واقع به برخی زنان امکان داد تا آرزوهای معنوی خود را محقق کنند و از مکان‌های مقدس دیدن کنند. سیبلا، همسر تی‌یری آلزاس، کنت فلاندر، گویا تصمیم گرفت پس از اولین سفرش به شرق، در صومعه بیتانی بماند تا شوهرش بدون وی عازم خانه شود. تداوم حضور لاتین در سرزمین مقدس پس از موفقیت در نخستین جنگ صلیبی نیز، سفر به اراضی مقدس را برای زنان دست‌یافتنی‌تر کرد. گروه‌هایی نظامی مانند فرقه‌های نظامی جامعهٔ رهبانی با هدف کمک و محافظت از زائران تأسیس شدند و جمعیت مستقر، پیوندهای را مسیحیان غرب برقرار کردند. کنتس ارمنگارد بریتانی در طول نخستین جنگ صلیبی به عنوان نایب‌السلطنه برای شوهرش، آلن چهارم، عمل کرد و پس از اینکه او در سال ۱۱۱۲ به صومعه رفت، با وجود تمایل خودش برای پیوستن به صومعه، همچنان به اداره دوک‌نشین کمک کرد. او سرانجام در سال ۱۱۳۰ در دیژون حجاب بر سر کرد، اما در سال ۱۱۳۲ برادر ناتنی‌اش، فولک، پادشاه اورشلیم از او دعوت کرد تا از اراضی مقدس دیدن کند. اگرچه او در میانه دهه ۶۰ عمرش بود، از این فرصت استفاده کرد تا به شرق سفر کند و مدتی را در نابلس و در صومعه سنت آن در اورشلیم گذراند و پیش از سال ۱۱۳۵ به بریتانی بازگشت.

## نقش زنان

### زنان و همراهی مردان
براساس روایت آثار مقارن با جنبش صلیبی، زنان عمدتاً همراه با مردان خانواده خود در کارزارهای صلیبی حاضر می‌شدند. بسیاری از زنان طبقات متوسط و پایین چاره‌ای جز همراهی نداشتند، زیرا در صورت ماندن، با فقر مواجه می‌شدند. برخی از رهبران جنگ‌های صلیبی همسران خود را به عنوان نایب‌السلطنه در قلمرو و اراضی خود نگه می‌داشتند، در حالی که بسیاری با همسرانشان عازم شرق شدند. بالدوین بولون، که بعداً با عنوان بالدوین اول، پادشاه اورشلیم شد، توسط همسرش گادهیلد توسنی همراهی می‌شد که در طول سفر فوت کرد؛ رمون دو سن-ژیل با همسرش الویرا کاستیا سفر کرد. در جنگ‌های صلیبی بعدی، ملکه‌ها نیز مردان خود را همراهی کردند؛ مانند الینور آکیتن که لوئی هفتم فرانسه را در جنگ صلیبی دوم همراهی کرد، یا ریچارد یکم انگلستان که خواهرش جوآنا و همسر آینده‌اش برنگاریا ناوار او را در جنگ صلیبی سوم همراهی کردند.
زنان اشراف‌زاده به دلایل معنوی مشابه مردان در این کارزارهای زیارتی شرکت می‌کردند، اما همچنین برای منافع خانواده خود نیز اقدام می‌کردند. جوآنا سیسیل احتمالاً با همسر متوفایش پادشاه ویلیام دوم صلیب را برداشته بود، و ریچارد یکم انگلستان خواهرش جوآنا را همراه خود آورد زیرا به جهیزیه او برای تأمین مالی سفر نیاز داشت. آنها در مواقع بحرانی از جانب همسرانشان عمل می‌کردند، مانند ملکه مارگارت پرووانس که در زمان اسارت همسرش لوئی نهم طی جنگ صلیبی هفتم، دستور آماده‌سازی ده کشتی جنگی و تعداد زیادی سربازان مسلح داد تا به کمک پادشاه بروند. او همچنین با خرید مواد غذایی با هزینه هنگفت، ایتالیایی‌ها را متقاعد ساخت تا از شهر دمیاط محافظت کنند، با این استدلال که «اگر شهر از دست برود، پادشاه و تمام کسانی که اسیر شده‌اند از دست خواهند رفت.»
در جبهه مقابل، زنان مسلمان نیز نقش‌های مهمی ایفا می‌کردند. نمونه بارز آن شجرالدر بود که در زمان مذاکرات آزادی لوئی نهم، رهبری حکومت ایوبیان در مصر را بر عهده داشت. هنگامی که همسرش سلطان الصالح ایوب در نوامبر ۱۲۴۹ در اردوگاه نظامی به دلیل بیماری درگذشت، شجرالدر با همکاری جمال‌الدین محسن، فرمانده سواره‌نظام مملوک، و امیر فخرالدین، فرمانده ارتش سلطان، مرگ سلطان را مخفی نگه داشت تا وارث، المعظم غیاث‌الدین توران‌شاه، از حصن کیفا برسد. پس از شکست صلیبیون، توران‌شاه خواستار تحویل گنجینه سلطان متوفی و جواهرات شجرالدر شد، اما او منکر داشتن آن گنجینه شد و به مملوکان همسر متوفایش متوسل شد. در حالی که مذاکرات برای آزادی لوئی نهم به تعویق افتاده بود، در ۲ مه ۱۲۵۰ مملوکان توران‌شاه را به قتل رساندند و دو روز بعد، شجرالدر به عنوان مادر پسر سلطان الصالح، الخلیل، و در غیاب وارثان دیگر، به عنوان سلطان اعلام شد. مذاکرات با لوئی نهم از سر گرفته شد و توافق شد دمیاط تسلیم و فدیه‌ای پرداخت شود.
زنان کمتر شناخته‌شده نیز همسران خود را همراهی می‌کردند، اما نام آنها معمولاً در منابع ثبت نشده است، مگر در اسناد حقوقی مانند وصیت‌نامه‌ها یا کمک‌های مالی. به عنوان مثال، هروه دو دونزی، کنت نورز، و همسرش ماتیلد د کورتنی در سپتامبر ۱۲۱۸ درست قبل از شروع جنگ صلیبی پنجم، وصیت‌نامه مشترک خود را در جنوا تنظیم کردند، در حالی که کاترین، همسر ژیل برتو، لرد اودانبورگ در برابانت، همسر خود را همراهی کرد و در سال ۱۲۱۹ در طول محاصره دمیاط، آنها با هم هدیه‌ای به فرقه تتونیک، یکی از فرقه‌های نظامی-مذهبی برجسته جنگ‌های صلیبی پس از شوالیه‌های معبد و مهمان‌نواز، اهدا کردند.

### زنان و کشنگری مستقل

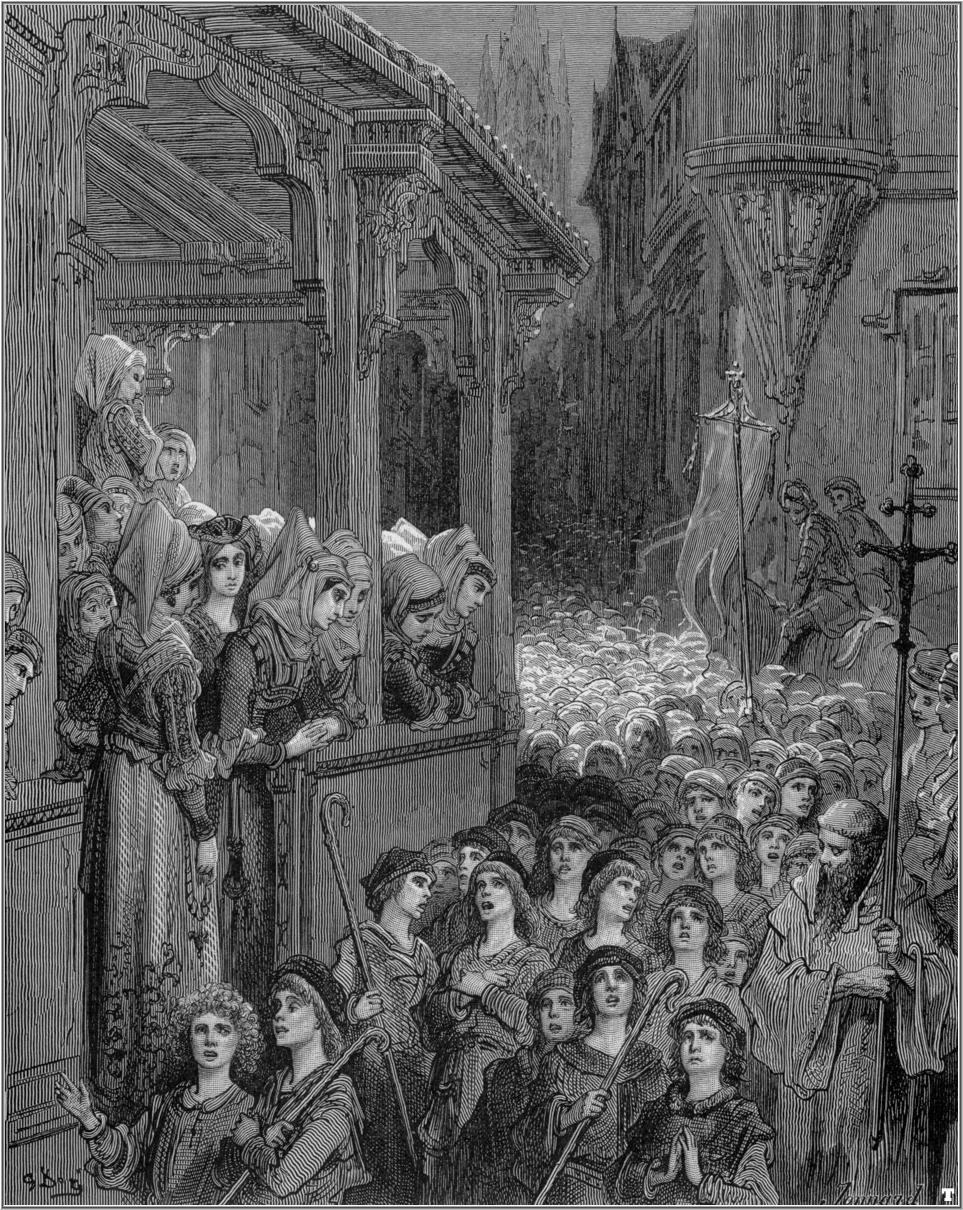
نگارهٔ جنگ صلیبی چوپانان، از گوستاو دوره

برخی زنان اشراف‌زاده در جنگ‌های صلیبی با تکیه به جایگاه و مقام خود حضور داشته و نقش‌آفرینی کردند. برای نمونه، در سال ۱۱۴۸ میلادی، ارمنگارد نایب‌کنت ناربون به همراه عمویش برنگر، راهب لاگراس، نیروهایی را برای محاصره ترتسا رهبری کرد، هرچند اطلاعات دقیقی از نقش او در عملیات محاصره وجود ندارد. زنان دیگری همچون ملیساند ملکه اورشلیم، در دفاع از قلمرو خود نقش فعال داشتند؛ او در سال ۱۱۵۷ میلادی قلعه الحبلیس را از مسلمانان بازپس گرفت. سیبیلا نوه ملیساند نیز پس از اسارت همسرش گی لوزینیان در نبرد حطین، از شهر اشکلون با همراهی پاتریارک اورشلیم در برابر صلاح‌الدین دفاع کرد.
دیگر زنان اشراف‌زاده در اراضی مقدس یا محل وقوع جنگ‌های صلیبی، اگرچه شخصاً در میدان جنگ حاضر نمی‌شدند، اما در تدارک و سازماندهی نیروها نقش داشتند. سیسیلیا د له بورک، بیوه راجر سالرنو، شاهزاده انطاکیه، که از بزرگان قلمروی انطاکیه بود، احتمالاً در سازماندهی دفاع از انطاکیه در سال ۱۱۱۹ پس از کشته شدن همسرش در نبرد با ایلغازی ابن ارتق مسلمان کمک کرده است. اشیوا د بورس، بانوی الجلیل، از قلعه طبریه به مدت یک هفته از ۲۷ ژوئن تا ۵ ژوئیه ۱۱۸۷ در برابر محاصره صلاح‌الدین دفاع کرد و تنها پس از شکست نیروهای کمکی به رهبری شاه گی در حطین در ۴ ژوئیه تسلیم شد. همچنین کاترین برانشویک-لونبورگ، نایب‌السلطنه ساکسونی در سال ۱۴۲۷، در غیاب همسرش فریدریش وتین، نیروهایی را برای مبارزه با هوسی‌ها گردآوری کرد.
زنان مجرد و غیراشرافی نیز در جنگ‌های صلیبی حضور داشتند، اگرچه اطلاعات کمتری دربارهٔ آنها در منابع تاریخی ثبت شده است. برخی از این زنان به عنوان خدمتکار همراه صلیبیون بودند یا زنانی بودند که محافظان مرد خود، اعم از همسر، پدر یا کارفرما را در طول سفر از دست داده بودند. زنان مسن در اردوگاه‌های صلیبیون نقش‌های عملی و مذهبی داشتند؛ به گفته آمبرواز، ریچارد یکم انگلستان تنها به زنان مسن زائر که به عنوان رختشوی کار می‌کردند اجازه همراهی با ارتش خود را در عکا در سپتامبر ۱۱۹۱ داد. همچنین عمادالدین اصفهانی، دبیر صلاح‌الدین ایوبی، نوشته است که اردوگاه‌های صلیبیون پر از زنان مسنی بود که به نوبت شور و شوق سربازان برای جنگیدن را برمی‌انگیختند و فرومی‌نشاندند.
جنبش‌های مردمی صلیبی مانند جنگ صلیبی کودکان در سال ۱۲۱۲ و جنگ صلیبی چوپانان (پاستورو) در سال‌های ۱۲۵۱ و ۱۳۲۰ نیز شامل زنان غیراشرافی بود. شرکت‌کنندگان اصلی در «جنگ صلیبی کودکان» جوانان، مردان و زنان بودند - برخی منابع تصریح می‌کنند که آنها خدمتکار بودند - اما شامل بزرگسالان، زنان بالغ و نوزادان را نیز می‌شد. منابع معاصر اشاره کرده‌اند که پس از فروپاشی این جنبش، بسیاری از دخترانی که باکره رفته بودند، باردار بازگشتند. در جنبش پاستورو در سال ۱۲۵۱، منابع بیشتر بر مردان شرکت‌کننده تأکید داشتند، اما به ازدواج‌های انجام شده و اعطای صلیب به «همه کسانی که می‌خواستند آن را بپذیرند، چه زن، چه کودک و چه مرد» اشاره کرده‌اند. در سال ۱۳۲۰ نیز جنبش پاستورو شامل زنان و افراد از تمام سنین بود که هدف اعلام شده آنها سفر به سرزمین مقدس و شکست مسلمانان بود.

### زنان و جنگاوری
در طول جنگ‌های صلیبی، به‌طور معمول زنان (عموماً نجیب‌زادگان) از خط مقدم نبردها و جنگ‌ها دور نگه داشته می‌شدند و در عوض در مکان‌های امن مانند قصرها یا خارج از اردوگاه‌های جنگی اقامت می‌کردند. برنگاریا ناوار و جوآنا، همسر و خواهر بیوه ریچارد، در طول جنگ صلیبی سوم در قصری عکا اقامت داشتند، در حالی که شخص ریچارد در سال ۱۱۹۱ ارتش صلیبی را به سمت جنوب اراضی مقدس هدایت می‌کرد. در طول جنگ صلیبی لوئی نهم به تونس، زنان نجیب‌زاده خارج از اردوگاه نظامیان و در کشتی‌ها اسکان داده شدند. در سال ۱۲۴۹ لوئی نهم، همسرش مارگارت پرووانس را در امنیت در دمیاط گذاشت، اما با تغییر ناگهانی در وضعیت نظامی، دمیاط خود بار دیگر در جریان کارزار صلیبی هفتم مبدل به خط مقدم جنگ شد. فرماندهان شهرهای تحت محاصره عموماً تلاش می‌کردند تا غیرنظامیان غیرنجیب‌زاده، از جمله زنان را در مکانی امن و دور از بمباران نگه دارند. در مواردی که زنان نجیب‌زاده در فعالیت‌های نظامی علیه غیرمسیحیان حضور داشتند، بنا به نظر هلن نیکلسون مفسران معاصر ممکن است درصدد این باشند که خطراتی را که متوجه زنان می‌شد، کم‌اهمیت جلوه دهند و جنگ را به عنوان یک بازی جوانمردانه نشان دهند. برای مثال، در ۲۵ ژوئیه ۱۴۵۷، جوآن، همسر انریکه چهارم کاستیل، و ده نفر از زنان همراهش، سوار بر اسب پادشاه را در حمله به شهر مسلمان کامبیل در اندلس همراهی کرد. برخی از زنان با لباسی شبیه به آنچه نیروهای نظامی همچون کلاهخود بر تن می‌کردند، ملکه را همراهی کردند تا چندین تیر به سمت دیوارهای شهر پرتاب کند. این رویداد به صورت یک درگیری نمادی یا ساختگی برای سرگرم کردن بانوان نشان داده شد، اما حقیقت این بود که جنگ‌های صلیبی به هیچ وجه بازی نبودند.
به صورت کلی زنان امور همچون رساندن آب به نیروهای نظامی، تشویق یا تهییج آنها، جمع‌آوری سنگ برای نیروهای مدافع شهر یا منجنیق‌ها، یا کمک در ساخت یا بازسازی استحکامات دفاعی را انجام می‌دادند. در جنگ صلیبی پنجم، زنانی که در اوت ۱۲۱۹ برای سربازان پیاده غذا و آب می‌بردند، مورد حمله دشمن قرار گرفته و قتل‌عام شدند. در زمان آماده‌سازی تولوز برای دفاع در سال ۱۲۱۷ طی جنگ صلیبی کاتاری، زنان و بانوان ظرف‌های پر از سنگ‌های بزرگ و قلوه‌سنگ‌های به اندازه مشت جمع‌آوری کردند. در شانسون دل کروساد آلبیژوآ، اثر منظوم، چنین توصیف شده است که چگونه در تولوز همه افراد - شوالیه‌ها، شهروندان و همسرانشان، مردان و زنان تاجر، صرافان، کودکان کوچک، پسران و دختران، خدمتکاران و پیک‌ها - با اداوات مختلف در ساخت استحکامات دفاعی همکاری و مشارکت می‌کردند. در جریان آماده‌سازی پراگ طی جنگ صلیبی هوسی در سال ۱۴۲۰، دختران جوان در کنار کشیشان و یهودیان برای حفر خندق در شمال قلعه ویشه‌راد کار می‌کردند.
روایت‌های تاریخی از زنان جنگجو در هر دو جبهه مسیحی و مسلمان وجود دارد. در متون، معمولاً بر شجاعت زنان در دفاع از شهرها تأکید می‌شود، اما گاهی این روایت‌ها برای تحقیر دشمن استفاده می‌شد - به این معنا که حتی زنان ضعیف می‌توانستند آن‌ها را شکست دهند. زنان هوسی در سال ۱۴۱۹ در دفاع از پراگ حضور فعال داشتند و یکی از این زنان که بدون زره بود، با شجاعت فوق‌العاده جنگید و کشته شد. او گفته بود که «هیچ مسیحی وفاداری نباید هرگز در برابر دجال عقب‌نشینی کند!». نامه‌ای از مارگراف مایسن به پسرعمویش دوک باواریا مدعی شده است که نیروهای پادشاه در این درگیری ۱۵۶ زن هوسی را اسیر کرده‌اند که موهایشان را مانند موی مردان آراسته بودند، چکمه پوشیده، با شمشیر مسلح شده و سنگ‌هایی در دست داشتند. برای چکی‌ها، مشارکت زنان در اقدامات نظامی، «حقانیت هدف هوسی‌ها» را تأکید می‌کرد. برای صلیبیون، حضور زنانی که مانند مردان لباس پوشیده و مسلح شده بودند در میان نیروهای دشمن، نشان دهنده تفاوت و فساد هدف آنها بود. در شرایط اضطراری، زنان از هر وسیله‌ای به عنوان سلاح استفاده می‌کردند. آمبرواز و ریچارد د تمپلو چنین روایت می‌کنند که زنان ارتش صلیبی در بهار ۱۱۹۰ در محاصره عکا، از چاقو برای بریدن سر مسلمانان اسیر استفاده کردند. ریچارد د تمپلو توضیح داد که زنان به دلیل ضعف جسمانی از چاقو به جای شمشیر استفاده می‌کردند. مارگارت بورلی، که زندگی‌اش توسط برادر کوچکترش توماس ثبت شده، در زمان محاصره اورشلیم توسط صلاح‌الدین در سال ۱۱۸۷، از یک دیگ به عنوان کلاه‌خود استفاده کرد تا بتواند برای مدافعان روی دیوارهای شهر آب ببرد. توماس از قول مارگارت چنین نقل می‌کند:
مانند یک ویراگوی خشمگین، سعی کردم نقش یک مرد را بازی کنم… زنی که وانمود می‌کرد مرد است… وحشت‌زده بودم، اما وانمود می‌کردم که نمی‌ترسم. … [توماس چنین ادامه می‌دهد که] او توسط تکه‌ای از سنگی که توسط یکی از ماشین‌های محاصره صلاح‌الدین پرتاب شده بود، زخمی شد و اگرچه زخم بهبود یافت، اما او جای زخم را با خود حمل می‌کرد.
روایت‌های مشابهی از زنان مسلمان که با صلیبیون می‌جنگیدند نیز وجود دارد. اسامه بن منقذ حکایت‌هایی از زنان مسلمان که در دوران جنگ‌های صلیبی در خاورمیانه می‌جنگیدند، نقل کرده است، اگرچه این زنان عموماً با مسلمانان دیگر می‌جنگیدند. با این حال، این حکایات نشان می‌دهد که او زنانی را که برای هدفی عادلانه می‌جنگیدند، ستایش می‌کرد. او روایت می‌کند که چگونه عمه پسرعمویش شبیب، زره و کلاه‌خود پوشید و شمشیر و سپر برداشت تا با دشمن بجنگد. زمانی که دید شبیب قصد دارد از خانه فرار کند، او را به چالش کشید و باعث شد که او بماند و بجنگد. در حکایت دیگری، او روایت می‌کند که چگونه یک زن مسلمان از شیزر با همشهریانش به گروهی از ۸۰۰ زائر فرنگی حمله کرد، سه فرنگی را اسیر کرد، اموال آنها را غارت کرد و سپس همسایگانش را صدا زد که آمدند و آنها را کشتند. این حکایت نشان می‌دهد که زنان عادی مسلمان می‌توانستند در کنار مردان در حمله به زائران مسیحی شرکت کنند.
افزون بر این زنان گاهی در حین جنگ، دست به اعمالی بدیع می‌زدند. گزارشی مسیحی از یک زن یونانی وجود دارد که در زمان محاصره رودس توسط ترک‌ها در سال ۱۵۲۲ به عنوان «شهید» جان باخت. گفته می‌شد که او معشوقه یک افسر شوالیه مهمان‌نواز بود که در طول محاصره کشته شده بود، نمی‌خواست پس از او زنده بماند. او دو پسر کوچکشان را بوسید، آنها را با چاقو کشت و اجسادشان را در آتش انداخت، «تا دشمن بسیار پست نتواند نجابت دوگانه بدن‌های آنها را زنده یا مرده تصاحب کند». سپس لباس‌های افسر مرده را که هنوز در خونش خیس بود، پوشید، شمشیر او را برداشت و به سمت ترک‌ها حمله کرد. او «به شیوه مردان با قدرت جنگید» و کشته شد. چنین روایت‌هایی، قدرت حتی زنان ضعیف مسیحی را بر دشمنان مسلمانشان اعلام می‌کرد، اما همچنین فداکاری آنها برای شهادت مسیحی را نشان می‌داد. گزارش شده است که زنان مسلمان و یهودی نیز برای خود و فرزندانشان مرگ را بر اسارت ترجیح می‌دادند.
برای مؤثر بودن به عنوان جنگجو در خط مقدم نبرد، زنان در جنگ‌های صلیبی می‌بایست درست مانند مردان آموزش دیده و مسلح می‌شدند. هیچ مدرکی وجود ندارد که نشان دهد چنین آموزش‌هایی به آنها داده شده باشد. با این حال، از غیرنظامیان در ارتش صلیبی انتظار می‌رفت که در صورت نیاز نقشی فعال در جنگ داشته باشند، اگرچه نه نقشی که نیاز به سال‌ها تمرین و هزینه داشته باشد. خطرات متوجه غیرنظامیان در منطقه جنگی به این معنی بود که زنانی که با جنگ‌های صلیبی ارتباطی نداشتند اما در مناطقی زندگی می‌کردند که صلیبیون از آن عبور می‌کردند نیز می‌توانستند انتظار داشته باشند و از آنها انتظار می‌رفت که در فعالیت‌های نظامی شرکت کنند.

### زنان و ازدواج
با نگرانی‌ها دربارهٔ حضور زنان در طول کارزارهای صلیبی وجود داشت، حتی سختگیرترین منتقدان هم می‌پذیرفتند که زنان برای استقرار جمعیت دائمی مسیحی در تمام جبهه‌هایی که جنگ مذهبی در آنها رخ می‌داد، ضروری هستند. وقایع‌نگار مقارن با جنگ‌های صلیبی، رالف نیجر، با اکراه اعتراف کرده است که «روابط با زنان شری و گناهی ضروری برای اسکان جمعیت‌های مسیحی در سرزمین‌های تصرف‌شده بود»، اما او همچنین مدعی بود که زنان جایی در ارتش‌های اعزامی به شرق ندارند و تنها باید پس از آرام‌شدن منطقه فراخوانده شوند. به‌طور کلی زنان نقش مهمی در استقرار در سرزمین‌های فتح‌شده ایفا می‌کردند، اما به نظر می‌رسد اکثر زنان جنگجوی صلیبی، مانند همتایان مرد خود، احتمالاً پس از ادای نذرهای زیارتی خود به خانه بازمی‌گشتند. در واقع، برخی از حاکمان اولیه فرانک در شامات (از جمله بالدوین اول و بالدوین دوم اورشلیم) با جمعیت محلی مسیحی ارمنی ازدواج کردند تا پیوندهای سیاسی جدیدی را تضمین کنند. سیاستی که در اواخر قرن دوازدهم به ازدواج با مسیحیان یونانی (امپراتوری بیزانس) نیز بسط پیدا کرد.

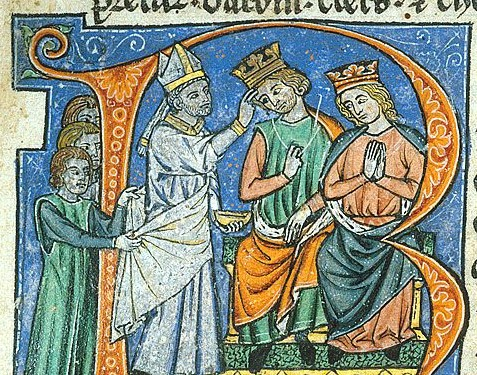
ازدواج و تاج‌گذاری فولک و ملیساند

پس از استقرار مهاجران و تشکل جامعه‌آی چدید، «ازدواج» پیوندهای دیپلماتیک بین شرق و غرب را فراهم و عزیمت به سمت شرق و استقرار در اراضی مقدس را تشویق نمود. جنگ مداوم منجر کمبود دائمی نیروی انسانی و نظامی می‌شد، و در غیاب وارثان مرد، زمین‌ها و عناوین اغلب به بیوه‌ها و دختران می‌رسید. سپس گروه‌هایی به غرب فرستاده می‌شدند تا جنگجویان را با وعده ازدواج‌های مطلوب به سمت اراضی مقدس جلب کنند. افراد برجسته‌ای که با وارثان تاج و تخت اورشلیم ازدواج کردند شامل فولک پنجم آنژو، ویلیام و کنراد مونتفرات، گی و ایمری لوزینیان، هنری شامپانی، جان برین، و امپراتور فریدریش دوم بودند. دامادهای برجسته‌تر و قدرتمندتر در غرب معمولاً گروهی از شوالیه‌ها و جنگجویان را با خود به اراضی مقدس و قلمروهای صلیبی می‌آوردند تا به تأمین امنیت در قلمرو جدیدشان کمک کنند، اگرچه این می‌توانست باعث اصطکاک با اشراف مستقر شود. پادشاهان و اشراف شامات همچنین به دنبال همسرانی از اروپای غربی و بیزانس بودند تا روابط سیاسی را بهبود بخشند و جهیزیه‌هایی برای کمک به دفاع از شرق لاتین به دست آورند. بوهموند یکم، شاهزاده انطاکیه، برای تبلیغ و جذب نیرو برای جنگ صلیبی علیه امپراتوری بیزانس به غرب آمد، و اقداماتی همچون ازدواج در سال ۱۱۰۶ با کنستانس، دختر فیلیپ یکم فرانسه انجام داد. با این حال، نیاز به جهیزیه نقدی برای تأمین مالی فعالیت‌های نظامی می‌توانست به پایان اتحادهای سیاسی مبتنی بر ازدواج نیز منجر شود. هنگامی که جهیزیه ازدواج بالدوین یکم با یک شاهزاده ارمنی محقق نشد، وی از ازدواج با او منصرف شد و به صورت جنجالی با آدلاید دل واستو ازدواج کرد، که ثروت و منابع نظامی قابل توجهی برای او به ارمغان آورد. پس از آنکه بالدوین منابع فراهم‌شده از جهیزیهٔ آدلاید را به پایان رساند، او را به سمت سیسیل فرستاد. تصمیمی که منجر به شکاف سیاسی جدی با راجر دوم پادشاه سیسیل شد.
پیوندهای قوی سلسله‌ای بین شرق لاتین و مسیحیان غربی همچنین می‌توانست مشکلاتی برای جنگجویان صلیبی ایجاد کند. ریموند پواتیه، شاهزاده انطاکیه، متهم به آغاز رابطه‌ای غیرمجاز با برادرزادهٔ خود، الینور، در طی جنگ صلیبی دوم (۱۱۴۷–۱۱۴۹) شد. این مسئلهٔ ظاهراً به این دلیل مطرح شد که ریموند در متقاعد کردن همسر الینور، لویی هفتم پادشاه فرانسه، برای ارائه پشتیبانی نظامی بر اساس خویشاوندی‌شان، ناکام و ناراضی شده بود. شایعات مربوط به این رابطه، برداشت‌های منفی دربارهٔ نقش زنان در جنگ صلیبی را برجسته کرد. برخی از افراد مقارن با جنگ صلیبی دوم، الینور را به خاطر شکست کل کارزار دوم صلیبی سرزنش می‌کردند. همچنین در میان زنان مسلمان نیز، برخی منابع مسیحی همچون شعر ناشناخته لاتینی — که توسط گاستون پاریس  کشف و منتشر شده است — صلاح‌الدین ایوبی نیز همچون ریموند پواتیه متهم به فریب و برقراری رابطه غیرمجاز با همسر نورالدین زنگی، عصمت‌الدین خاتون، شده است. طی گفته این شعر، عصمت‌الدین پس از اغوا شدن دست به قتل همسرش، امیر زنگی، زده است. هرچند در منابع اسلامی به این موضوع پرداخته نشده است اما طبق گفته منابع، صلاح‌الدین پس از مرگ نورالدین و فتح دمشق با همسر بیوه وی ازدواج کرده است.

### زنان و دیپلماسی
در قرون وسطی و در هنگامهٔ جنبش صلیبی، افرادی همچون پیر دوبوآ پیشنهادهای جدیدی در رابطه با پتانسیل دیپلماتیک زنان مطرح و ارائه کردند. دوبوآ معتقد بود که زنان مسیحی می‌توانند از طریق ازدواج با دشمنان (از جمله مسلمانان) و تأثیرگذاری بر همسران خود، زمینه صلح را در اراضی مقدس یا سایر اراضی که جنبش صلیبی در آنجا فعال بود، فراهم کنند. این ایده در متون تاریخی آن دوره ریشه داشت، از جمله در اثر آلبرت آخنی که داستان زنی را روایت می‌کند که پس از ازدواج اجباری با یک سوار ترک، توانست در ایجاد پیمان صلح میان رهبران مسیحی و مسلمان نقش ایفا کند.
ازدواج‌های سیاسی مهم‌ترین راهکار دیپلماتیک آن دوران محسوب می‌شد. نمونه‌های متعددی نشان می‌دهد که زنان نقش محوری در ایجاد پیوندهای بین‌فرهنگی داشتند. زنان اشراف مسیحی همچون تامتا از اخلاط که با شاهزادگان مسلمان ازدواج می‌کردند، به‌طور مشخص از موقعیت خود برای حمایت از مسیحیان بومی استفاده می‌کردند. در شرق اروپا، ازدواج‌های میان مسیحیان و مسلمانان برای ایجاد پیمان‌ها رایج بود. برای مثال، در دهه ۱۲۴۰، ایشتوان، پسر ارشد پادشاه بلای چهارم مجارستان، با دختر یک رهبر کومان ازدواج کرد که پس از ازدواج تعمید یافت و خانواده‌اش نیز به مسیحیت گرویدند. مارا، دختر جوراج برانکوویچ، دسپوت صربستان، نمونه دیگری از نقش دیپلماتیک زنان بود. در سال ۱۴۳۵، او به همسری سلطان مراد دوم عثمانی درآمد. در سال ۱۴۴۴، توانست نقش مهمی در مذاکرات صلح میان شوهرش و پادشاه مجارستان ایفا کند که منجر به بازپس‌گیری صربستان شد. البته، چنین ازدواج‌های سیاسی همیشه مورد پذیرش طرفین نبود؛ برای مثال، با وجود تلاش ریچارد پادشاه انگلستان در هنگامه جنگ صلیبی سوم، ازدواج پیشنهادی خواهرش جوآنا با برادر صلاح‌الدین ایوبی، العادل، در سال ۱۱۹۱ به سرانجام نرسید.
زنان در میانجیگری و دیپلماسی طی جنگ‌های صلیبی عمدتاً بر اساس پیوندهای خانوادگی و دفاع از اراضی و قلعه‌های خود عمل می‌کردند. الینور آکیتن در جریان جنگ صلیبی دوم، احتمالاً نقش دیپلماتیکی در مذاکرات میان همسرش پادشاه لوئی هفتم و عموی خود شاهزاده ریموند انطاکیه داشت. ملکه بیزانس برتا نیز در تأمین تدارکات ارتش صلیبی آلمان در طول لشکرکشی به سمت شرق طی حضورشان در قسطنطنیه نقش داشت. در جریان جنگ صلیبی چهارم، زنان امپراتوری بیزانس نقش مهمی ایفا کردند. آگنس-آنا (معروف به ملکه فرانسوی قسطنطنیه)، دختر لوئی هفتم فرانسه و بیوه دو امپراتور بیزانس، توانست رابطه میان امپراتوری با صلیبیون را پس از جنگ صلیبی چهارم مدیریت کند. او در ابتدا از صلیبیون فاصله گرفت و حتی اذهان کرد که فرانسوی را فراموش کرده است، اما بعدها توانست در تسهیل توافقات میان ونیزی‌ها و شهرهای باقی‌مانده امپراتوری سقوط کرده بیزانس نقش ایفا کند. مارگارت، دختر پادشاه بلای سوم و همسر ایزاک دوم، نقش فعال‌تری با صلیبیون داشت. در جلسات مذاکراتی که توسط جفروا دو ویلاردوئن ثبت شده، او حضور داشت و احتمالاً نقش مترجم و مشاور را ایفا می‌کرد. پس از مرگ ایزاک، او با بونیفاس مونتفرات ازدواج کرد و در مذاکرات با مدافعان بیزانسی دموتیکا و متقاعد کردن مردم برای پذیرش همسرش، نقش تعیین‌کننده‌ای داشت.
انتقال اطلاعات نظامی نیز یکی دیگر از حوزه‌های فعالیت دیپلماتیک زنان بود. عزالدین بن اثیر چنین روایت کرده که سیبلا، همسر بوهموند سوم انطاکیه، با صلاح‌الدین مکاتبه می‌کرد و او را از رویدادهای مهم مطلع می‌ساخت. در جریان جنگ صلیبی سوم، روایتی وجود دارد مبنی بر اینکه یک زن سوری اطلاعاتی دربارهٔ چگونگی تسخیر اورشلیم به ریچارد یکم ارائه داد. در برخی موارد، زنان از «قدرت نرم» برای دیپلماسی استفاده می‌کردند. مورخ پرتغالی گومز ایانس دی زورارا ثبت کرده که در سال ۱۴۱۴ یا ۱۴۱۵، یوسف سوم غرناطه با اطلاع از حمله احتمالی پادشاهی پرتغال تلاش کرد از مذاکره و ازدواج با ملکه پرتغال، مانع از حمله پادشاه پرتغال شود. اما ملکه پرتغال این تلاش دیپلماتیک را رد کرد و اعلام کرد که یک ملکه مسیحی در کارهای سیاسی شوهرش دخالت نمی‌کند. بنا به نظر هلن نیکلسون پیچیدگی و گستردگی نقش زنان در دیپلماسی دوران جنگ‌های صلیبی، لزوم بازنگری در درک سنتی از نقش زنان در تاریخ را آشکار می‌سازد. این زنان نه تنها قربانیان منفعل شرایط، بلکه کنشگران فعال و مؤثر در عرصه‌های سیاسی، اجتماعی و فرهنگی بودند.

## زنان مسیحی غربی

### زنان کنشگر و فعال

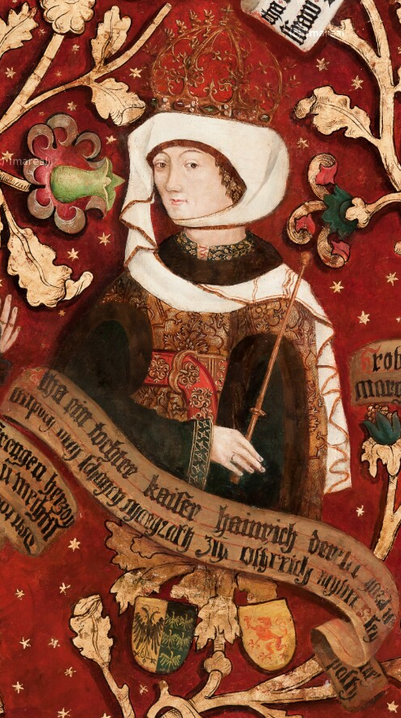
ایدا فرمباخ-راتلنبرگ از رهبران زن جنگ صلیبی ۱۱۰۱

تصاویر رمانتیک و کلیشه‌ای از زنان جنگجو و سلحشور در ادبیات قرون وسطی و حتی قرون بعدی فراوان است، اما بسیار بعید است که زنانی در جنگ‌های صلیبی حاضر بودند، به‌طور خاص برای جنگیدن در جنبش حضور یافته باشند. به‌طور کلی بنا به گفته مورخان جدید، زنان قرون وسطی برای برگرفتن سلاح‌های نظامی نامناسب تلقی می‌شدند، که این مسئله یکی از دلایلی بود که آن‌ها را از شرکت در جنگ‌های صلیبی منع می‌کرد. برخی منابع عربی اسلامی همچون عمادالدین اصفهانی شاهد عینی جنگ صلیبی سوم، گزارش‌هایی از زنان فرانکی که زره می‌پوشیدند و در نبرد می‌جنگیدند ارائه می‌دهند؛ یکی از آن‌ها حتی به یک کماندار زن در محاصره عکا در سال ۱۱۹۱ اشاره می‌کند، اما گاهی از تصویرهای زنان جنگجو برای تمسخر ضعف یا بربریت دشمن نیز استفاده می‌شد.
نمونه‌های موجود از زنان مسیحی که در منابع مسیحی لاتینی در حال جنگیدن نشان داده شده‌اند، نیز سرشار از نمادگرایی جنسیتی  بودند. آمبرواز در استوریه دلا گر سانت چنین روایتی را ثبت کرده است که چگونه زنان گلوی اسیرانی را که از یک کشتی تسخیر شده در سواحل عکا در سال ۱۱۹۰ گرفته شده بودند، بریدند. این مسئله برای نشان دادن «مرگ تحقیرآمیز» دشمنان بود، چراکه زنان مجبور بودند به جای شمشیر از چاقو استفاده کنند، که درد کشیدن اسیر را دوچندان و طولانی‌تر می‌کرد. در هنگامهٔ جنگ صلیبی پنجم، زنان مسلح از اردوگاه صلیبیون نگهبانی و نیروهای ایوبی را در حین فرار پس از ناکامی در دمیاط، کشتند. در جنگ‌های صلیبی شمالی و منطقه بالتیک، زنان زمانی که شوالیه‌های توتونیک در محلی دیگر مشغول بودند، با استفاده از سلاح‌ها و زره جنگی مردان با موفقیت از شهر البلنگ در سال ۱۲۴۵ دفاع کردند. بنا به گفته مورخان احتمالاً زنان در طول جنگ‌های صلیبی، به عنوان مهاجران مستقرشده در سرزمین تصرف‌شده مورد ادعا، در هنگام بحران‌های شدید و کمبود نیرو سلاح می‌گرفتند و به دفاع می‌پرداختند. وقایع‌نگاران مقارن با جنگ‌های صلیبی مشتاق بودند تأکید کنند که چنین جنگیدنی تنها در غیاب جنگجویان مرد مناسب رخ می‌داد و زنان با جنگیدن از ضعف طبیعی جنسیت خود فراتر می‌رفتند.
برخی زنان اشراف که به همراه خود نیرو و شوالیه به شرق و جنگ‌های صلیبی می‌آوردند، عموماً به عنوان اربابان فئودالی شناخته می‌شدند. ایدا، همسر مارگراف لئوپولد دوم اتریش، از جمله رهبران جنگ صلیبی نافرجام سال ۱۱۰۱ به‌شمار می‌آمد. با این حال، همه اربابان از فرمانده و رهبر نظامی تعیین‌شده که شخصی شناخته‌شده میان نیروهای نظامی حاضر بود، تبعیت می‌کردند و زنان اشراف احتمالاً تأثیر کمی بر تصمیمات نظامی و استراتژیک داشتند. به‌طور عمومی در قرون وسطی، زنان به عنوان نیروهای مستعد قربانی‌شدن یا غنیمت دیده می‌شدند تا نیروهای تأثیرگذار. خود ایدا زنده یا مرده توسط نیروهای قلج ارسلان یکم، سلطان سلجوقی روم، در هراکلیا اسیر شد. زنان اسیر شده اگر ثروتمند بودند ممکن بود در ازای پرداخت فدیه آزاد شوند، اما حتی اشراف‌ترین آنها نیز اگر به جنگ‌های صلیبی می‌رفتند، در معرض خطر بردگی یا حتی مرگ قرار می‌گرفتند.
اطلاعات کمتری دربارهٔ زنان از طبقات پایین که صلیب گرفته بودند، وجود دارد. لیستی از مسافران یک کشتی در سال ۱۲۵۰ نشان می‌دهد که ۴۲ نفر از ۳۴۲ فرد عادی در مسیر اراضی مقدس زن بودند، که ۲۲ نفر از آنها هیچ محافظ مردی نداشتند. چنین زنانی معمولاً به ارتش‌های صلیبی با انجام وظایف عادی‌تر کمک می‌کردند؛ در طول نخستین جنگ صلیبی، زنان بخاطر فراهم‌کردن آب و نوشیدنی و حمایت صلیبیون در هنگامهٔ نبرد دورلیوم (۱۰۹۷) یا کمک به نیروهای صلیبی در جریان محاصره عرقا برای تضعیف یکی از برج‌های آن با جابه‌جایی و حمل آوار با دامن‌هایشان مورد تحسین و ستایش قرار گرفتند. همچنین روایتی وجود دارد که در جریان محاصره عکا در سال ۱۱۹۱، یک زن که در هنگام پر کردن یک خندق یا گودا اطراف شهر به‌شدت زخمی شده بود، از شوهرش خواسته بود که از جسد او برای ادامه کار یا محافظت خود استفاده کند. با این حال فعالیت‌های زنان از شستن لباس‌ها و پاک‌کردن شپش از سر و بدن نیروها تا کمک به تأمین آذوقه صلیبیون متغیر بود. در طول جنگ صلیبی پنجم، هم زنان مسیحی و هم زنان مسلمان برای آسیاب کردن ذرت استخدام می‌شدند، در حالی که زنان اردوگاه بازارهای ماهی و سبزیجات کنترل یا از زخمی‌ها و بیماران مراقبت می‌کردند.
مسئلهٔ تن‌فروشی در طول جنگ‌های صلیبی، همیشه با حضور زنان طبقه پایین همراه بود، و با در نظر گرفتن فقر و سختی‌هایی که نیروهای صلیبی گاهی محتمل می‌شدند، جای تعجب نیست که تجارت جنسی در ازای پول یا غذا صورت می‌گرفت. این مسئله نگرانی عمده‌ای برای رهبران جنگ‌های صلیبی و وقایع‌نگاران بخاطر رابطه میان گناه و شکست (در میدان نبرد) ایجاد می‌کرد. در مواقعی چنین ذکر گردیده است که صلیبیون زنان را از اردوگاه اخراج می‌کردند تا وسوسه جنسی را از بین ببرند، به عنوان مثال، در جریان محاصره انطاکیه در سال ۱۰۹۸، در قسطنطنیه در سال ۱۲۰۴، و در دمیاط در سال ۱۲۴۹. روابط جنسی با مسلمانان و یهودیان بومی به عنوان گناه بزرگ تلقی می‌شد و در برخی موارد منجر به مجازات شدید می‌شد. وقایع‌نگاران و تاریخ‌نویسان قرون وسطی گاهی تلاش می‌کردند هر عنصر مرتبط با مسائل جنسی را در موفقیت‌های صلیبیون پنهان و در عوض بر پاک‌سازی و تطهیر ساختن اماکن مقدس از طریق کشتار مردان، زنان و کودکان توسط صلیبیون تأکید کنند.
افزون بر فعالیت جنسی در طول جنگ‌های صلیبی منجر به پدید آمدن مسئله‌ای می‌شد که سلامت جسمی زنان را تحت شعاع قرار می‌داد: بارداری و زایمان. آلبرت آخنی روایت کرده است که شرایط سخت سفر در نخستین جنگ صلیبی منجر به تولدهای زودرس و ترک نوزادان توسط مادران شده است. در مطالعات اخیر، سابین گلدستزر فهرستی از کودکانی تهیه کرده است که در طی کارزارهای صلیبی یا در هنگام زیارت در اراضی مقدس و شامات در این زمان متولد شده‌اند، اگرچه عمدتاً کودکان در این فهرست جز اشراف بودند. در قرون وسطی دیدگاه عمومی وجود داشت که سفر در مراحل خاصی از بارداری بیش از حد خطرناک است؛ میبل د روسی، همسر هیو دوم، با شوهرش به جنگ صلیبی سال ۱۱۰۷ رفت، اما در آپولیا ماند تا پسرش را به دنیا آورد. از آنجایی که سفر برای کودک تازه متولد شده خطرناک بود، کودک در آپولیا ماند تا توسط بستگان بزرگ شود، در حالی که میبل به عازم شرق شد تا در آنجا مستقر شود. ماری شامپانی، همسر کنت بالدوین نهم اهل فلاندر، عزیمت خود را در هنگامهٔ جنگ صلیبی چهارم (۱۲۰۲–۱۲۰۴) بخاطر نزدیک بودن به زایمان به تأخیر انداخت و پس از آن در مسیر پیوستن به شوهرش درگذشت. با این حال، مارگارت پروانسی، همسر پادشاه لوئی نهم فرانسه، سه بار در طول جنگ صلیبی شوهرش به شرق (۱۲۴۸–۱۲۵۴) فرزند به دنیا آورد: جان-تریستان (۱۲۵۰)، پیتر (۱۲۵۱)، و بلانش (۱۲۵۳). وقایع‌نگار فرانسوی، ژان دو ژوانویل، جزئیات قابل توجهی دربارهٔ تجربه او در تولد جان تریستان در دمیاط بیان کرد. وضعیت وی در دمیاط از نظر ژوانویل درماتیک بود: شوهرش شکست خورده و توسط نیروهای ایوبی اسیر شده بود، و خود او نیز در داخل شهر گیر افتاده و از اسارت وحشت‌زده بود. او مجبور شد محدودیت سنتی بستر زایمان را بشکند تا بتواند فدیه برای شوهرش را تأمین کند و تسلیم شهر را سازماندهی کند.
علی‌رغم محدودیت‌های فعالیت جنسی برای صلیبیون، چنین زنان اشرافی به ندرت به خاطر انجام آنچه که وظیفه آنها دیده می‌شد، به دنیا آوردن وارث، مورد انتقاد قرار می‌گرفتند. با این حال، در میان رده‌های پایین‌تر، بارداری انتقادات بیشتری را جلب می‌کرد، زیرا، در میان افراد مجرد، می‌توانست شاهدی بر فعالیت جنسی غیرقانونی باشد. گیبرت نوژنتی مدعی بود که وضعیت ناامیدکننده صلیبیون در انطاکیه در سال ۱۰۹۸ منجر به مجازات شدید زنان باردار مجرد، همراه با عاشقان (یا مشتریان) آنها شد.

### زنان حامی و پشتیبان
زنان حامی و پشتیبان جنگ‌های صلیبی به طرق مختلف تحت تأثیر جنبش صلیبی قرار گرفتند. از ابتدا، کلیسا متعهد شده بود که از اموال و خانواده‌های کسانی که صلیب را برداشتند محافظت کند، اما برخی از صلیبیون منشورهایی با مقررات خاص برای بستگان زن و سایر عزیزانشان در زمان غیبتشان به جا گذاشتند. آنها اغلب پول یا اموالی و اماکنی برای مراقبت از خویشاوندانشان می‌دادند. ژیلبرت د الست پیش از عزیمت به سمت اراضی مقدس طی نخستین لشکرکشی صلیبی در سال ۱۰۹۶، صومعهٔ زنان مرهام را برای خواهرش تأسیس کرد. همزمان، هیو ورماندوا ازدواج دخترش الیزابت را با رابرت، کنت مولان ترتیب داد. برخلاف افسانه رایج، همسران صلیبیون در غیاب شوهرانشان در کمربند عفت نگهداری نمی‌شدند، اما حقوقدانان کلیسا نگران مسئله زنا در غیاب صلیبیون بودند. برای جلوگیری از این مشکل، یک زن می‌توانست روی کاغذ مانع از صلیب‌گرفتن شوهرش شود زیرا او قادر نخواهد بود وظیفهٔ زناشویی خود در رابطه جنسی را انجام دهد.
واعظان جنبش صلیبی اغلب زنان را به عنوان مانعی برای صلیبیون توصیف می‌کردند، اما شواهد قطعی اندکی وجود دارد که نشان دهد زنان واقعاً مانع از صلیب‌گرفتن شوهرانشان شده‌اند. وقایع‌نگار اردریک ویتالیس حتی چنین شرح داده است که پس از آنکه اتین بلوآ در هنگامه محاصره انطاکیه را در سال ۱۰۹۸ کارزار صلیبی را رها و به اروپا بازگشت، همسرش ادل توانست او را قانع کند که در سال ۱۱۰۱ به اراضی مقدس بازگردد. در طول هر دو غیبت او، ادل مسئول اداره املاک بود، و دو نامه موجود از شوهرش وجود دارد که در آنها شرح جنگ صلیبی و توصیه‌هایی برای اداره زمین‌هایشان به او داده شده است. بستگان زن همیشه املاک صلیبیون غایب را اداره نمی‌کردند، اما برخی زنان به عنوان نایب‌السلطنه‌های توانمند شناخته شده بودند. به ویژه، بلانش کاستیا و الینور آکیتن نقش‌های بسیار برجسته‌ای در دولت‌های نیابتی از طرف پسران صلیبی‌شان لوئی نهم فرانسه و ریچارد یکم انگلستان ایفا کردند و در شرایط دشوار با هوشمندی عمل کردند.
زنان همچنین می‌توانستند بدون صلیب‌گرفتن، از نظر معنوی و مالی از جنبش صلیبی حمایت کنند. الگوهای ازدواج در فرانسه نشان می‌دهد که برخی ازدواج‌ها و اتحادها نه‌تنها مانع مردان برای عزیمت به شرق و جنگ‌های صلیبی نشده، بلکه به منجر به ورد سنت صلیب‌گرفتن به خانواده و خاندان دیگر شده است یا به آن کمک کرده است. زنان حتی ممکن است از طریق مشارکت در آموزش مذهبی اولیه فرزندانشان و با استخدام کشیش‌هایی که از صلیبیون حمایت می‌کردند، ایدهٔ جنبش صلیبی را ترویج کرده باشند. در قرن ۱۳ میلادی، پاپ اینوسنت سوم از زنان خواست به‌طور جمعی برای موفقیت کارزارهای صلیبی دعا کنند. در برخی موارد، حمایت زنان وابسته به کلیسا مورد توجه قرار گرفته است. معروف است که فیلیپ کنت فلاندرز پیش از عزیمت به اراضی مقدس در سال ۱۱۷۷، از هیلدگارد بینگنی، راهبهٔ صومعه روپرتسبرگ مشاوره خواسته است. همچنین سنت بیرگیتا که از زنان صاحب نفوذ در قرن چهاردهم بود، جدل‌نامه‌هایی برای ترویج و تشویق جنبش صلیبی در حوزهٔ بالتیک نوشته است.
در خصوص امور مالی، پاپ اینوسنت سوم زنان را تشویق می‌کرد تا به جای شرکت شخصی در جنبش صلیبی، پول اهدا کنند یا هزینه یک شوالیه را تقبل کنند و در عوض از همان مزایای معنوی صلیبیون بهره‌مند شوند. این اقدام احتمالاً برای رفع مشکل غیرنظامیان در جنگ‌های صلیبی مطرح شده بود. علاوه بر این روشی مؤثر برای جمع‌آوری پول بود و دستکم تمایل زنان به حمایت از جنبش صلیبی را به رسمیت می‌شناخت. زنان همچنین می‌توانستند پول و اموال خود را به صومعه‌ها که به سازماندهی پول و منابع مالی برای صلیبیون و جنبش صلیبی از جمله فرقه‌های نظامی تازه تأسیس شده می‌پرداختند، اهدا کنند. صلیبیون اغلب برای جمع‌آوری پول برای لشکرکشی‌های صلیبی خود و پوشش بدهی‌ها در زمان بازگشت، به روابط خانوادگی متکی بودند. برخی منشورها و حکم‌ها نشان می‌دهند که آنها زمین‌ها را به بستگان زن می‌فروختند یا رهن می‌دادند، یا در معاملاتی شرکت می‌کردند که به رضایت یک خویشاوند زن نیاز داشت. در زمان جنگ صلیبی پنجم، ده وصیت‌نامه از پانزده وصیت‌نامه در جنوا که برای حمایت مالی از جنگ صلیبی بودند، توسط زنان تنظیم شده بودند.
بسیاری از مردان و زنانی که به جنگ صلیبی می‌رفتند، در برابر سفر دشوار و خطرات مرتبط با آن مغلوب می‌شدند و دیگر به خانه‌های خود بازنمی‌گشتند. گاهی تأیید اینکه آیا صلیبیون هنوز زنده هستند یا نه غیرممکن بود، به این معنی که زنانی که در غرب مانده بودند نمی‌توانستند بدون خطر مسئلهٔ دو همسری دوباره ازدواج کنند. احکام کلیسایی در مورد اینکه همسر یک صلیبی چه مدت باید منتظر بازگشت شوهرش بماند، از ۵ تا ۱۰۰ سال متغیر بود، و برخی ازدواج مجدد را کاملاً خارج از بحث می‌دانستند. چنین زنانی در سایه بیوگی می‌ماندند و توان از پیشرفت از آنها دریغ می‌شد. ایدا لوونی در سال ۱۱۰۶ در تلاشی ناامیدانه به اورشلیم رفت تا شوهرش، بالدوین دوم، کنت انو را که در جریان نخستین جنگ صلیبی در آسیای صغیر مفقود شده بود، پیدا کند، اما موفق نشد.
تا زمان سقوط عکا به دست ممالیک در سال ۱۲۹۱، جنگ صلیبی به بخشی جدایی‌ناپذیر از جامعه قرون وسطی تبدیل شده بود که زندگی زنان در سراسر اروپا را، خواه صلیب برمی‌داشتند یا نه، تحت تأثیر قرار می‌داد. پیر دوبوآ، مبلغ جنبش صلیبی، که در سال‌های ۱۳۰۶–۱۳۰۷ می‌نوشت، معتقد بود که زنان می‌توانند ابزاری برای بازیابی سرزمین مقدس از دست رفته باشند. او ادعا می‌کرد که آنها می‌توانند آموزش‌هایی در رابطه با الهیات و منطق ببینند و به عنوان همسر به مسیحیان شرقی و مسلمانان داده شوند، یا آموزش‌ّهایی در رابطه با طب و مراقبت‌های پزشکی ببینند و از این طریق دیگران را به گرویدن به مسیحیت تشویق کنند. چشم‌انداز او ممکن است واقع‌بینانه نبوده باشد، اما در اواخر قرن ۱۳ میلادی که امکان عملیات نظامی موفق در اراضی مقدس به سرعت در حال کاهش بود، او چنین تشخیص داده بود که زنان، که به‌طور سنتی از فعالیت‌های جنگی منع شده بودند، ممکن است نقشی جایگزین در گسترش مسیحیت ایفا کنند. به نظر ناتاشا هاجسون، مورخ تاریخ زنان، معتقد است که در واقع، چه خوب و چه بد، زنان در تمام دوران جنگ‌های صلیبی، همراه با خانواده‌هایشان خود را متعهد به جنگ مقدس کرده بودند، و بدون شبکه حمایتی که آنها فراهم می‌کردند، مرزهای مسیحیت قرون وسطی نمی‌توانست گسترش یابد و جامعه لاتین در شرق نیز نمی‌توانست تا این اندازه شکوفا شود.

## سایر زنان در جنگ‌های صلیبی

### زنان مسلمان

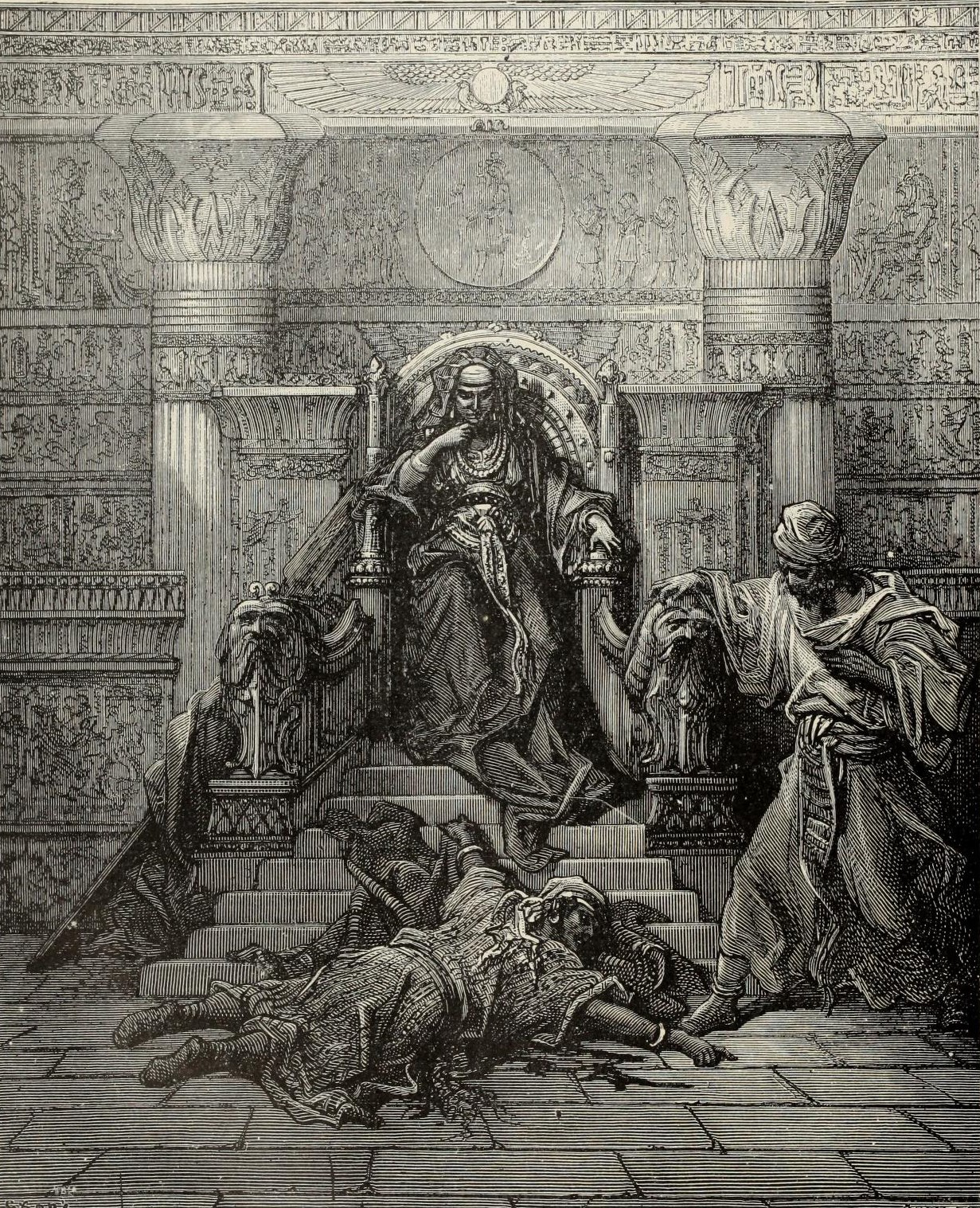
شجرالدر نشسته بر روی تخت در کنار جسد الصالح ایوب

شواهدی وجود دارد که با پیشروی فرانک‌ها به سمت شرق، زنان مسلمان در کنار مردان خود در دفاع از قلعه‌ها و شهرها می‌جنگیدند. گیبرت نوژنتی در گزارش‌های خود از محاصره انطاکیه (۱۰۹۸) اشاره می‌کند که زنان مسلمان با کمان، تیر و تیردان به میدان نبرد آمده و به مردان کمک می‌کردند. او زنان مسلمان را با لباس‌های مردانه توصیف می‌کند که در کنار ارتش دشمن می‌جنگیدند. البته باید توجه داشت که گیبرت که خود راهب بود، دیدگاهی نسبتاً منفی نسبت به این زنان داشت و آنها را به عنوان افرادی که از نقش‌های زنانه خود دور شده‌اند توصیف می‌کند. او حتی ادعا می‌کند که این زنان در هنگام فرار از فرانک‌ها، نوزادان خود را رها می‌کردند - روایتی که در منابع دیگر ثبت نشده و احتمالاً افزوده‌ای از خود گیبرت است. برخی وقایع‌نگاران دیگر نیز به مواردی اشاره کرده‌اند که زنان مسلمان در نبردها مشارکت داشتند. ریمون آگیلی در هیستوریا فرانکاروم داستانی را نقل می‌کند که در آن دو زن مسلمان سعی داشتند یکی از منجنیق‌ها را طلسم کنند، اما توسط سنگی که از همان منجنیق پرتاب شد، کشته شدند. افزون بر این، ذیل‌های هیستوریای ویلیام صوری نیز به چنین حادثهٔ مشابهی در زمان صلاح‌الدین ایوبی نیز اشاره می‌کنند که یک زن سعی داشته تا ارتش صلیبی را سحر و طلسم کند اما توسط نیروهای مسیحی دستگیر و سوزانده می‌شود.
علاوه بر مشارکت مستقیم در نبرد، زنان مسلمان نقش‌های مهم دیگری نیز در پشتیبانی از تلاش‌های جنگی داشتند. آنها در تأمین آذوقه، مراقبت از زخمی‌ها و حفظ روحیه سربازان مشارکت فعال داشتند. در برخی موارد، زنان مسئول آماده‌سازی سلاح و تجهیزات نیز بودند. منابع همچنین اشاره می‌کنند که زنان مسلمان اغلب در هنگام محاصره شهرها، به تأمین آب و غذا برای سربازان کمک می‌کردند و در ترمیم دیوارهای آسیب‌دیده مشارکت داشتند. این نقش‌های پشتیبانی برای حفظ قدرت دفاعی در برابر حملات طولانی‌مدت صلیبیون ضروری بود. در برخی موارد، زنان مسلمان به عنوان پیک عمل می‌کردند و اطلاعات مهم را بین نیروهای نظامی و رهبران منتقل می‌کردند. حضور آنها در اردوگاه‌های نظامی، که توسط گیبرت و دیگر وقایع‌نگاران ثبت شده است، نشان‌دهنده نقش چندگانه آنها در ساختار نظامی مسلمانان است. هنگام محاصره شهرها توسط صلیبیون، زنان مسلمان اغلب نقش مهمی در دفاع از دیوارهای شهر ایفا می‌کردند. آنها به همراه مردان، از بالای دیوارها سنگ، روغن داغ و دیگر اشیاء را به سمت مهاجمان پرتاب می‌کردند. در برخی موارد، زنان مسئول آماده‌سازی مواد دفاعی و تأمین آب و غذا برای مدافعان بودند. منابع اشاره می‌کنند که در محاصره‌های طولانی‌مدت، زنان مسلمان در حفظ روحیه جامعه محاصره‌شده نقش مهمی داشتند. آنها به کودکان و سالمندان رسیدگی می‌کردند و در عین حال در فعالیت‌های دفاعی مشارکت داشتند.
مطرح‌ترین و مشهور زن مسلمانان در طول جنگ‌های صلیبی، شجر الدر بود که رهبری و هدایت نیروهای نظامی برای مقابله با صلیبیون طی جنگ صلیبی هفتم برعهده داشت. او که اصالتاً برده‌ای ترک‌تبار و سپس همسر الصالح ایوب، سلطان ایوبی مصر شد. در زمان حمله صلیبیون به رهبری لوئی نهم پادشاه فرانسه به مصر در سال ۱۲۴۹، پس از مرگ همسرش، با کمک امیر فخرالدین و جمال‌الدین محسن، مرگ سلطان را مخفی نگه داشت تا از تضعیف روحیه مسلمانان جلوگیری کند و تا زمان رسیدن وارث، امور حکومت را در دست گرفت. پس از شکست صلیبیون در المنصوره و قتل توران‌شاه (وارث سلطان) توسط ممالیک، شجر الدر برای مدت کوتاهی به عنوان سلطان حکومت کرد، اما به دلیل مخالفت امیران سوری، مجبور به کناره‌گیری شد. قدرت او منحصراً از اقتدار همسر مرحومش نشأت می‌گرفت و تنها تا زمان یافتن جایگزینی مرد ادامه داشت.
رایج‌ترین توصیف از زنان مسلمان در منابع صلیبی، مرگ یا اسارت آنها در جریان و پس از نبردها است. ریمون آگیلی و نویسنده گستا هر دو صحنه‌های خونینی از حمله فرانک‌ها به مساجد و مراکز مذهبی مسلمان‌ها در اورشلیم را توصیف می‌کنند که در آن زنان و مردان بی‌رحمانه کشته شدند و برخی برای فرار از مرگ یا اسارت، خود را از بالای به پایین پرتاب کردند. منابع همچنین به موارد متعددی اشاره می‌کنند که زنان جوان مسلمان به عنوان برده گرفته می‌شدند. در گستا آمده است که در محاصره اورشلیم، فرانک‌ها همه را کشتند «به جز زنان جوانی که می‌توانستند برده شوند». به همین جهت بود که زنان مسلمان همچون زنان مسیحی و یهودی، مرگ خود و فرزندانش به دستان خودشان را بر بردگی ترجیح می‌دادند. این امر نشان‌دهنده خطر دائمی تجاوز و خشونت جنسی برای زنان غیرجنگجوی مسلمان در جریان جنگ‌های صلیبی است.

درک خشونت جنسی علیه زنان غیرمسیحی محلی به‌خصوص در جریان نخستین جنگ صلیبی با پیچیدگی‌های زیادی همراه است. از آنجا که تماس جنسی در جریان جنبش صلیبی به عنوان یک سفر مذهبی ممنوع بود، وقایع‌نگاران (که اغلب خود شخصیت‌های مذهبی بودند) تمایلی به توصیف صریح سوءرفتارهای جنسی صلیبیون نداشتند. در عوض، آنها اغلب از نمادگرایی یا کنایه استفاده می‌کردند. به عنوان مثال، فوشیه شارتری پس از محاصره انطاکیه در سال ۱۰۹۸ دربارهٔ سرنوشت زنان مسلمان می‌نویسد:
در مورد زنانی که در چادرهای دشمن یافت شدند، فرانک‌ها هیچ شر دیگری برای آنها انجام ندادند، به جز اینکه نیزه‌های خود را در شکم آنها فروکردند.
این عبارت می‌تواند هم به معنای قتل و هم به صورت کنایه‌ای اشاره به تجاوز جنسی داشته باشد. زنانی که به عنوان برده گرفته می‌شدند، سرنوشت‌های متفاوتی داشتند. فوشیه شارتری اشاره می‌کند که مردان کمی زنده ماندند، اما زنان اغلب به بردگی فروخته می‌شدند و «جایی که چرخ‌های آبی جیرجیر می‌کردند، زنان با سنگ آسیاب کار می‌کردند». ویلیام صوری داستان جالبی از زنان مسلمان اسیر نقل می‌کند که توسط بوهموند به اروپا برده شدند، از جمله زنی باردار از طبقه بالا که بالدوین با او رفتاری مهربانانه داشت. زنان برده‌ای که در خاورمیانه ماندند، با قوانین و مجازات‌های سختی برای هرگونه خشونت تلافی‌جویانه روبرو بودند. «برده‌ای که یک مسیحی را می‌کشت، به دار آویخته می‌شد یا اگر زن بود، سوزانده می‌شد.» با این حال، «شورای نابلس مجازات‌هایی را برای تجاوز به زنان ساراسن [مسلمان] تعیین کرد» که نشان می‌دهد نوعی حمایت قانونی برای این زنان در نظر گرفته شده بود، هرچند این قوانین تا شورای نابلس در سال ۱۱۲۰ به‌طور رسمی وضع نشدند. با استقرار صلیبیون در اورشلیم و تغییر قوانین، برخی ازدواج‌های بین‌فرقه‌ای نیز رخ داد که پیامدهای سیاسی و سلسله‌ای مهمی به دنبال داشت.

### زنان یونانی
زنان یونانی در جریان جنگ صلیبی (به‌خصوص نخستین و چهارمین جنگ صلیبی) در نقش‌های متعدد و متنوعی ظاهر شدند. آنها به عنوان شاهدان عینی، خدمتکاران، قربانیان و حتی در برخی موارد، کنشگران نظامی و سیاسی در این رویداد تاریخی حضور داشتند. تعامل آنها با صلیبیون و مشارکتشان در وقایع این دوره، بخش مهمی از تاریخ جنگ‌های صلیبی را شکل می‌دهد. افزون بر این زنان نجیب‌زاده یونانی گاهی نقش‌های مهمی همچون رهبری یا برقراری مناسبات دیپلماتیک در دوره جنگ‌های صلیبی ایفا می‌کردند. برای نمونه، در دوره امالریک یکم پادشاه اورشلیم و مانوئل یکم، با توجه به اختلافاتی که پس از نخستین و دومین کارزار صلیبی میان نیروهای صلیبی و یونانی پدید آمد، تلاش‌هایی برای برقراری اتحاد مجدد میان آنها صورت گرفت که در نهایت این امر از طریق ماریا کومننه، برادرزاده‌اش امپراتور بیزانس و ازدواج او با پادشاه اورشلیم میسر شد. تئودورا کومننه نیز دیگر زنی بود که از طریق وی اتحادی سیاسی میان امپراتوری بیزانس و با دولت‌های صلیبی همچون شاهزاده‌نشین انطاکیه پدید آمد. همچنین در باب کنشگری نظامی زنان یونانی، اشاراتی به زنی شده است که در جریان محاصره رودس توسط نیروهای ترک در سال ۱۵۲۲، در مقابل آنها در کنار دیگر نیروهای مهمان‌نواز ایستادگی کرده و کشته شده است.
زنان یونانی بیزانس به عنوان شاهدان عینی، روایت‌های مهمی از برخورد با صلیبیون ارائه کرده‌اند. برجسته‌ترین این روایت‌ها متعلق به آنا کومننه، دختر الکسیوس اول، امپراتور بیزانس است که در کتاب الکسیاد خود، دیدگاه یک زن یونانی از دربار امپراتوری را نسبت به جنبش صلیبی ثبت کرده است. روایت او، با وجود جانبداری‌هایی که به نفع پدرش دارد، منبع ارزشمندی برای درک دیدگاه زنان یونانی نخبه نسبت به صلیبیون است. آنا در روایت خود، ورود صلیبیون را به عنوان جمعیتی توصیف می‌کند که «از شن و ستارگان بیشتر بودند» و به حضور زنان و کودکان در میان آنها اشاره می‌کند. این نگاه حیرت‌زده به حضور زنان در ارتش صلیبی، نشان‌دهنده تفاوت در هنجارهای اجتماعی بین جوامع یونانی و غربی آن دوره است.
بسیاری از زنان یونانی طی جنگ‌های صلیبی به پناهجویان و آوارگان جنگی تبدیل شدند. در سال ۱۰۹۷–۱۰۹۸، هنگامی که الکسیوس اول برای کمک به صلیبیون در محاصره انطاکیه آماده می‌شد، از ترس حمله ترک‌ها به قسطنطنیه در غیاب او، دستور تخلیه شهر را صادر کرد. زنان یونانی در کنار مردان، با ترک خانه‌های خود به جمعیت آوارگان پیوستند. این آوارگی اجباری نشان می‌دهد که چگونه زنان یونانی غیرنظامی به‌طور مستقیم تحت تأثیر تصمیمات نظامی و سیاسی قرار می‌گرفتند. با این حال، منابع تاریخی از عزم و اراده این زنان در مواجهه با چنین شرایطی یاد می‌کنند، که نشان‌دهنده نوعی مقاومت منفعل در برابر پیامدهای جنگ است. زنان یونانی در مناطق درگیر جنگ، غالباً قربانی خشونت می‌شدند. شواهدی وجود دارد که نشان می‌دهد آنها هدف خشونت‌های جنسی و غارت قرار می‌گرفتند که نمونه بارز آن سقوط قسطنطنیه پس از پایان جنگ صلیبی چهارم است؛ علاوه بر تاراج و غارت شهر، نیروهای فاتح شهوت جنسی خود را با زنان تسلیم شده قسطنطنیه ارضا کردند. به طوری که زنان در معابر عمومی همچون خیابان و میدان‌ها و حتی در کلیساها مورد تجاوز قرار گرفتند. به زنان پیر و سالخورده نیز هتک حرمت شد و آن‌ها را در معابر لخت‌کردند. افزون بر این نامه‌هایی منسوب به الکسیوس یکم (اگرچه احتمالاً جعلی و ساخته شده در غرب است) به خشونت‌های جنسی علیه زنان یونانی توسط ترک‌ها اشاره می‌کند. این نامه‌ها برای تحریک احساسات ضداسلامی و جلب حمایت برای دفع خطر ترکان در آناتولی و آسای صغیر استفاده می‌شد. در این دوره، امپراتور بیزانس اغلب به عنوان حامی زنان یونانی در برابر خشونت‌های ناشی از جنگ تصویر می‌شد. منابع از نقش الکسیوس در فراهم کردن پناهگاه امن برای زنان و کودکان فراری سخن می‌گویند: «زنان با نوزادان، حتی مردان و کودکان، همگی به سوی امپراتور به عنوان پناهگاه می‌شتافتند.»
بعضی از زنان یونانی طبقه پایین به عنوان خدمتکار یا برده برای ارتش صلیبی به کار گرفته می‌شدند. مورخان به مواردی اشاره کرده‌اند که خدمتکاران یونانی به صلیبیون پیوسته و حتی با آنها به فرانسه بازگشته‌اند. این امر نشان‌دهنده نوعی تبادل انسانی ناشی از جنگ صلیبی است که پیامدهای اجتماعی و فرهنگی گسترده‌ای به همراه داشت. گیبرت نوژنتی در اثر خود د گستا پر فرانکوس اشاره می‌کند که «زیبایی زنان یونانی به قدری بود که نسبت به زنان گل (فرانسه) ترجیح داده می‌شدند.» این اشاره نشان‌دهنده اینست که زنان یونانی احتمالاً هدف توجه جنسی صلیبیون نیز قرار می‌گرفتند، علی‌رغم اینکه صلیبیون قرار بود در طول سفر زیارتی خود پاکدامن باقی بمانند.
جنگ‌های صلیبی به‌خصوص نخستین و چهارمین کارزار آن تأثیرات عمیقی بر زندگی روزمره زنان یونانی داشت. افزایش حضور نظامی خارجی، آوارگی، از دست دادن اعضای خانواده و تغییر در ساختارهای اقتصادی، همگی بر موقعیت زنان در جامعه یونانی تأثیر گذاشت. با افزایش تماس با فرهنگ غربی از طریق صلیبیون و حتی شکل‌گیری دولت‌های لاتین پس از سقوط امپراتوری بیزانس در سال ۱۲۰۴، احتمالاً تبادل فرهنگی نیز رخ داده است. برخی از رسوم و عادات غربی ممکن است وارد جامعه یونانی شده باشد و بر زندگی زنان تأثیر گذاشته باشد. همچنین، حضور نظامی طولانی‌مدت صلیبیون در منطقه، منجر به ازدواج‌های بین فرهنگی و تغییر در ساختارهای خانوادگی سنتی شد. تجربیات آنها نشان‌دهنده پیچیدگی روابط بین بیزانس و صلیبیون و تأثیر جنگ‌های صلیبی بر تمام اقشار جامعه یونانی است. مطالعه نقش زنان یونانی در جنگ‌های صلیبی، دیدگاهی ارزشمند برای درک بهتر تاریخ اجتماعی این دوره ارائه می‌دهد و نشان می‌دهد که زنان، علی‌رغم محدودیت‌های اجتماعی، نقش‌های مهمی در شکل‌دهی به رویدادهای تاریخی داشته‌اند.

### زنان یهودی
زنان یهودی در طی جنگ‌های صلیبی نقشی پیچیده و چندبعدی داشتند که در منابع تاریخی مختلف به آن پرداخته شده است. با آغاز جنبش صلیبی پس از فراخوان پاپ اوربان دوم، با هدایت پیتر زاهد یا سایر مروجان جنبش صلیبی موجی از خشونت را به‌ویژه در حومه راینلاند (آلمان امروزی) به همراه آورد؛ در سال ۱۰۹۶، امیچو فلونهایم و پیروانش در ماینتس حملات شدیدی علیه یهودیان آن مناطق ترتیب دادند. وقایع‌نگاری‌های عبری نخستین جنگ صلیبی از جمله الیعزر بن ناتان این خشونت را چنین توصیف می‌کند: «صلیبیون با نشان‌های خود آمدند و با پرچم‌هایشان در برابر خانه‌های ما ایستادند. هنگامی که یکی از ما را می‌دیدند، به دنبالش می‌دویدند و او را با نیزه می‌زدند، به حدی که ما حتی از عبور از خانه‌های خودمان هراس داشتیم.»
به نقل منابع مقارن زنان یهودی در مواجهه با این خشونت‌ها، نقشی فعال در مقاومت داشتند. سولومون بار سیمسون در روایتش از حوادث ماینتس، تصویری از زنان یهودی ترسیم می‌کند که از پنجره‌ها به سوی صلیبیون سنگ پرتاب می‌کردند. این زنان علی‌رغم جراحات ناشی یورش صلیبیون، به مقاومت خود ادامه می‌دادند. آنها همچنین از مقاومت کلامی استفاده می‌کردند و صلیبیون را با سخنان تحقیرآمیز نسبت به مسیح مورد خطاب قرار می‌دادند: «به چه کسی اعتماد می‌کنید؟ به جسدی فاسد» به ظن پژوهشگران جدید این سخنان نشان از مقاومت زنان یهودی و عدم تمایل آنها به پذیرش اجباری مسیحیت می‌داد. یکی از ابعاد برجسته مقاومت زنان یهودی، موضوع «شهادت‌طلبی و خودکشی برای اجتناب از تغییر اجباری دین» بود. الیعزر بن ناتان به زنی یهودی اشاره می‌کند که در اشپیر دست به خودکشی زد تا از تغییر اجباری دین جلوگیری کند. منابع یهودی هدف صلیبیون را چنین توصیف می‌کنند: «تحمیل دین مسیحیت بر همه آنها، در درجه اول بر کودکان یهودی، و هر کس که با این امر موافقت نمی‌کرد، کشته می‌شد.» در چنین شرایطی، برخی زنان یهودی حتی حاضر به کشتن فرزندان خود بودند تا از تغییر دین اجباری آنها جلوگیری کنند.
در میان روایت‌های متعدد، به شخصیت‌های خاصی از زنان یهودی اشاره شده است. راحل، همسر الیعزر، به‌عنوان یکی از رهبران مقاومت در برابر تغییر دین شناخته می‌شد و اقدامات او زنان دیگر را به مقاومت تشویق می‌کرد. سیمسون در روایت خود می‌نویسد: «زنان بسیاری هم آنجا بودند که تا آخرین نفس، نام خالق خود را تقدیس کردند و او را برای مصلوب‌شده نامشروع ترک نکردند. یکی از آنها بانو راحل، همسر استاد مرحوم ما، ربی الیعزر بود…» روایت دیگری از یک زن جوان نقل شده که در ورودی کاخ ایستاد و گفت: «هر کس که می‌خواهد به خاطر ترس از خدای من سرم را قطع کند، بیاید و این کار را انجام دهد.» صلیبیون بارها تلاش کردند او را با خود ببرند اما نتوانستند، زیرا او خود را به زمین می‌انداخت و وزن خود را مانند جسد، سنگین می‌کرد. این روایت نشان‌دهنده تکنیک‌های متفاوت مقاومت است که زنان یهودی برای حفظ دین خود به کار می‌بردند. منابع یهودی همچنین به مقاومت جمعی زنان در برابر ورود به کلیساهای مسیحی اشاره می‌کنند. در روایت سولومون بار سیمسون آمده است:
این روح‌های پاک را به جلوی حیاط کلیسا آوردند، جایی که دشمن تلاش کرد آنها را به پذیرش تعمید متقاعد کند. وقتی به معبد آیین بت‌پرستی خود رسیدند، زنان از ورود به بنای بت‌پرستی امتناع کردند، پاهای خود را بر آستانه در محکم کردند و نمی‌خواستند وارد شوند و بوی بخور نامطبوع را استشمام کنند. وقتی گمراهان دیدند که زنان در برابر کراهت استوار ایستاده‌اند و مهم‌تر اینکه با تمام قلب خود به خدای زنده وفادار مانده‌اند، با تبر به آنها حمله کردند و آنها را زدند. بدین ترتیب، زنان مقدس در تقدیس نام خدا کشته شدند.
سرنوشت همه زنان یهودی مرگ نبود. شواهدی از زندگی برخی زنان یهودی به عنوان اسیران تهیدست در پادشاهی اورشلیم وجود دارد. نامه‌ای از یک زن پناهنده یهودی باقی مانده که در آن از سایر یهودیان درخواست کمک می‌کند: «به جامعه مقدس اعلام می‌کنم که من، اسیری از اسیران ارض اسرائیل، این هفته از سونباط آمده‌ام و برهنه بدون پوشش و بدون بستری برای خواب هستم و پسر کوچکی با من است، و من درمانده‌ام.» این نامه نشان می‌دهد در دهه‌های پس از نخستین جنگ صلیبی، زنان یهودی بسیاری در اسارت و در شرایط دشوار زندگی می‌کردند. نامه‌ای گمنام از بزرگان قرائیمی از اشکلون، پس از فتح اورشلیم در سال ۱۰۹۹ با لحنی متفاوت و نادر به وضعیت زنان یهودی اشاره می‌کند: «نشنیده‌ایم - شکر خدا متعال - که ملعونان معروف به اشکناز، زنان را مورد تجاوز قرار داده باشند، آنطور که دیگران انجام می‌دهند.»
تفاوت چشمگیری بین روایت‌های یهودی و مسیحی از رفتار صلیبیون با زنان وجود دارد. در حالی که منابع یهودی بر خشونت علیه زنان تأکید می‌کنند، اما همزمان مقاومت زنان یهودی را برجسته می‌سازند، منابع مسیحی، صلیبیون را عمدتاً دارای رحمت نسبت به زنان توصیف می‌کنند. این تفاوت روایتی بنا به نظر پژوهشگران بیانگر پیچیدگی تجربه زنان یهودی در جنگ‌های صلیبی است و ضرورت بررسی منابع متنوع را در مطالعه این دوره تاریخی نشان می‌دهد. تجربه زنان یهودی در جنگ‌های صلیبی نشان‌دهنده نقش فعال آنها در حفظ هویت دینی و فرهنگی در برابر تهدیدات خارجی است. بنا به نظر منابع، به نظر می‌رسد زنان یهودی نه تنها قربانی خشونت بودند، بلکه کنشگرانی فعال بودند که با روش‌های مختلف، از مقاومت فیزیکی و کلامی گرفته تا فداکاری‌های نهایی، در برابر فشارهای مذهبی ایستادگی می‌کردند.